# Джукуноидные языки
Джукуно́идные языки́ (также языки джукун; англ. Jukunoid languages) — ветвь языков бенуэ-конголезской семьи нигеро-конголезской макросемьи. Область распространения — восточные районы Нигерии (в среднем течении реки Бенуэ) и западные районы Камеруна. Включает порядка 20 языков (карим, минда, джукун, мбембе (тигон), кенту, ньиду, кпанзо, вапан, кутеп и других), объединяемых в две подветви — центральную и юкубен-кутеб. Носители языков — народ джукун с рядом родственных ему этнических групп. Название «джукуноидная ветвь» образуется с помощью суффикса -оид- (-oid-), который по предложению Дж. Стюарта должен указывать на то, что языки, входящие в то или иное генетическое объединение бенуэ-конголезской семьи, разделяют не менее 40 % общей базовой лексики по списку М. Сводеша.
В рамках бенуэ-конголезской семьи джукуноидная ветвь противопоставляется бантоидным, кроссриверским, дефоидным, эдоидным, идомоидным, игбоидным, кайнджи, нупоидным, платоидным и другим языковым ветвям. В разных классификациях место джукуноидной ветви в пределах бенуэ-конголезской семьи может быть различным. Предполагается близкое родство джукуноидных языков с дакоидными, платоидными и языками кайнджи, которые объединяются в центральнонигерийскую надветвь. Данная надветвь в классификации К. Уильямсон и Р. Бленча (2000) образует вместе с кроссриверскими и бантоидными языками восточную подсемью бенуэ-конголезских языков.
Для джукуноидных языков (как и для платоидных) характерны противопоставления гласных по назализации и по долготе. Показатели именных классов в существительных — суффиксы (в остальных бенуэ-конголезских языках — чаще всего префиксы).

## Классификация

### Внутренняя
В соответствии с классификацией, опубликованной в справочнике языков мира Ethnologue, джукуноидная ветвь разделена на следующие группы и подгруппы языков:
1. центральная подветвь:
  - группа джукун-мбембе-вурбо:
    - подгруппа джукун: хоне, джибу, джукун такум, вапха;
    - подгруппа коророфа: джиба, ванну, вапан;
    - подгруппа мбембе: мбембе (тигонг);
    - подгруппа вурбо: карим (чомо карим), джиру, тита;
    - неклассифицированный язык: шоо-минда-нье;

  - группа кпан-ичен: кенту (эткьиван), кпан;
2. подветвь юкубен-кутеб: акум, беезен, капья, кутеп (кутеб, зумпер), юкубен.

Также к джукуноидным языкам относится практически вымерший язык бете, место которого в пределах джукуноидной ветви языков в классификации не указывается.
В классификации, опубликованной в базе данных по языкам мира Glottolog, выделено 15 джукуноидных языков, центральноджукуноидным языкам в этой классификации противопоставлен язык кутеп (остальные языки группы юкубен отнесены к платоидным языкам), в число джукуноидных языков не включён язык тита, но внесён язык джан-авей, подгруппы джукун и коророфа объединены в одну подгруппу, а диалектный кластер шоо-минда-нье отнесён к подгруппе вурбо:
1. центральная подветвь:
  - группа джукун-мбембе-вурбо:
    - подгруппа джукун: хоне, джан-авей, джиба, джибу, джукун такум, ванну, вапан, вапха;
    - подгруппа тигон мбембе: тигон мбембе;
    - подгруппа вурбо: чомо карим, джиру, шоо-минда-нье;

  - группа кпан-ичен: эткьиван, кпан;
2. подветвь кутеп.

Британский лингвист Р. Бленч приводит следующую классификацию джукуноидных языков:
1. подветвь юкубен-кутеп: юкубен, шибонг, бете, луфу, кутеб, капья, лисса (лиссам);
2. центральная подветвь:
  - группа кпан-эткьиван: кпан, эткьиван;
  - группа джукун-мбембе-вурбо:
    - подгруппа мбембе тигонг: ашуку, нама;
    - кластер джукун: джибу, такум-донга, васе;
    - кластер коророфа: абинси, вапан, хоне, джан авей, дампар;
    - подгруппа вурбо: шоо-минда-нье, чомо карим, джиру.

К неклассифицированным языкам Р. Бленч отнёс идиом акум.

### Внешняя
В работе Р. Бленча 2005 года Is there a boundary between Plateau and Jukunoid? представлена классификация, в которой джукуноидные языки образуют одну из четырёх ветвей в составе центральнонигерийской надветви бенуэ-конголезской семьи:

Ареал джукуноидных языков на карте распространения бенуэ-конголезских языков в Нигерии и Камеруне

Ареалы подветвей, групп и подгрупп джукуноидных языков

|  | элойи                                                |
|  |                                                      |
|  | юго-восточные                                        |
|  |                                                      |
|  | южные                                                |
|  |                                                      |
|  | ндун                                                 |
|  |                                                      |
|  | \| \| алуму \| \| \| \| \| \| нинзийские \| \| \| \| |
|  |                                                      |
|  | центральные                                          |
|  |                                                      |
|  | биромские                                            |
|  |                                                      |
|  | северные                                             |
|  |                                                      |
|  | алуму                                                |
|  |                                                      |
|  | нинзийские                                           |
|  |                                                      |

|  | алуму      |
|  |            |
|  | нинзийские |
|  |            |

|  | элойи                                                |
|  |                                                      |
|  | юго-восточные                                        |
|  |                                                      |
|  | южные                                                |
|  |                                                      |
|  | ндун                                                 |
|  |                                                      |
|  | \| \| алуму \| \| \| \| \| \| нинзийские \| \| \| \| |
|  |                                                      |
|  | центральные                                          |
|  |                                                      |
|  | биромские                                            |
|  |                                                      |
|  | северные                                             |
|  |                                                      |
|  | алуму                                                |
|  |                                                      |
|  | нинзийские                                           |
|  |                                                      |

|  | алуму      |
|  |            |
|  | нинзийские |
|  |            |

|  | элойи                                                |
|  |                                                      |
|  | юго-восточные                                        |
|  |                                                      |
|  | южные                                                |
|  |                                                      |
|  | ндун                                                 |
|  |                                                      |
|  | \| \| алуму \| \| \| \| \| \| нинзийские \| \| \| \| |
|  |                                                      |
|  | центральные                                          |
|  |                                                      |
|  | биромские                                            |
|  |                                                      |
|  | северные                                             |
|  |                                                      |
|  | алуму                                                |
|  |                                                      |
|  | нинзийские                                           |
|  |                                                      |

|  | алуму      |
|  |            |
|  | нинзийские |
|  |            |

|  | элойи                                                |
|  |                                                      |
|  | юго-восточные                                        |
|  |                                                      |
|  | южные                                                |
|  |                                                      |
|  | ндун                                                 |
|  |                                                      |
|  | \| \| алуму \| \| \| \| \| \| нинзийские \| \| \| \| |
|  |                                                      |
|  | центральные                                          |
|  |                                                      |
|  | биромские                                            |
|  |                                                      |
|  | северные                                             |
|  |                                                      |
|  | алуму                                                |
|  |                                                      |
|  | нинзийские                                           |
|  |                                                      |

|  | алуму      |
|  |            |
|  | нинзийские |
|  |            |

## История изучения
Единство джукуноидных языков было установлено достаточно давно, об этом упоминали ещё С. Кёлле (1854) и Ч. К. Меек(1931).
Одним из первых, кто включил джукуноидную языковую ветвь в состав бенуэ-конголезской семьи, был американский лингвист Дж. Гринберг (Studies in African linguistic classification, 1955; The Languages of Africa, 1963).
Первым, кто занялся подробными описаниями джукуноидных языков, был японский исследователь К. Симидзу. В своей работе 1975 года он предложил объединить часть языков джукуноидной и платоидной ветвей. На основе данных лексикостатистики он установил родство джукуноидных языков с языком эггон (и, соответственно, с остальными платоидными языками, включая нунгу и йесква), а также с тарокоидными языками йергам и башерава. Данную группу языков К. Симидзу предложил назвать «бенуэ». В исследовании 1983 года Л. Герхардт поставил под сомнение единство данной группы. В работах Kainji and Platoid Л. Герхардта (1989) и An Index of Nigerian Languages Д. Крозье и Р. Бленча (1992) название «бенуэ» предложено было сохранить за джукуноидными и тарокоидными языками, которые противопоставлялись платоидным языкам. В дальнейшем была установлена бо́льшая близость тарокоидных языков с платоидными, нежели с джукуноидными. Идея объединить джукуноидные, дакоидные, платоидные и языки кайнджи в надветвь центральнонигерийских языков появилась позднее на основе анализа исследований Л. Герхардта, Д. Крозье и Р. Бленча 1980-х — 1990-х годов.